# Route du Sud 2014
La 38e édition de la Route du Sud a eu lieu du 20 au 22 juin 2014. La course fait partie du calendrier UCI Europe Tour 2014 en catégorie 2.1.

## Présentation

### Équipes
Classée en catégorie 2.1 de l'UCI Europe Tour, la Route du Sud est par conséquent ouverte aux UCI ProTeams dans la limite de 50 % des équipes participantes, aux équipes continentales professionnelles, aux équipes continentales et aux équipes nationales.

## Étapes
| Étape     | Date    | Villes étapes                    |  | Distance (km) | Vainqueur d’étape | Leader du classement général |
| --------- | ------- | -------------------------------- |  | ------------- | ----------------- | ---------------------------- |
| 1re étape | 20 juin | Lectoure - Payolle               |  | 171,7         | Jesús Herrada     | Jesús Herrada                |
| 2e étape  | 21 juin | Bagnères-de-Bigorre - Val-Louron |  | 178,6         | Nicolas Roche     | Nicolas Roche                |
| 3e étape  | 22 juin | Saint-Gaudens - Castres          |  | 179,4         | Adriano Malori    | Nicolas Roche                |

## Déroulement de la course

### 1reétape
|    | Coureur            | Équipe                |    | Temps           |
| -- | ------------------ | --------------------- | -- | --------------- |
| 1  | Jesús Herrada      | Movistar              | en | 4 h 22 min 07 s |
| 2  | Alejandro Valverde | Movistar              | +  | 6 s             |
| 3  | Nacer Bouhanni     | FDJ.fr                |    | 6 s             |
| 4  | Nicolas Roche      | Tinkoff-Saxo          |    | 6 s             |
| 5  | Romain Hardy       | Cofidis               |    | 6 s             |
| 6  | Michael Rogers     | Tinkoff-Saxo          |    | 6 s             |
| 7  | Rémy Di Grégorio   | La Pomme Marseille 13 |    | 6 s             |
| 8  | Ian Boswell        | Sky                   |    | 6 s             |
| 9  | Jay McCarthy       | Tinkoff-Saxo          |    | 6 s             |
| 10 | Stéphane Rossetto  | BigMat-Auber 93       |    | 6 s             |

|    | Coureur            | Équipe                |    | Temps           |
| -- | ------------------ | --------------------- | -- | --------------- |
| 1  | Jesús Herrada      | Movistar              | en | 4 h 21 min 57 s |
| 2  | Alejandro Valverde | Movistar              | +  | 10 s            |
| 3  | Nacer Bouhanni     | FDJ.fr                |    | 12 s            |
| 4  | Nicolas Roche      | Tinkoff-Saxo          |    | 16 s            |
| 5  | Romain Hardy       | Cofidis               |    | 16 s            |
| 6  | Michael Rogers     | Tinkoff-Saxo          |    | 16 s            |
| 7  | Rémy Di Grégorio   | La Pomme Marseille 13 |    | 16 s            |
| 8  | Ian Boswell        | Sky                   |    | 16 s            |
| 9  | Jay McCarthy       | Tinkoff-Saxo          |    | 16 s            |
| 10 | Stéphane Rossetto  | BigMat-Auber 93       |    | 16 s            |

### 2eétape
|    | Coureur             | Équipe                 |    | Temps           |
| -- | ------------------- | ---------------------- | -- | --------------- |
| 1  | Nicolas Roche       | Tinkoff-Saxo           | en | 5 h 17 min 04 s |
| 2  | Michael Rogers      | Tinkoff-Saxo           | +  | 45 s            |
| 3  | Alejandro Valverde  | Movistar               |    | 45 s            |
| 4  | Kenny Elissonde     | FDJ.fr                 |    | 45 s            |
| 5  | Merhawi Kudus       | MTN-Qhubeka            |    | 45 s            |
| 6  | Stéphane Rossetto   | BigMat-Auber 93        |    | 45 s            |
| 7  | Kanstantsin Siutsou | Sky                    |    | 45 s            |
| 8  | David Arroyo        | Caja Rural-Seguros RGA |    | 1 min 15 s      |
| 9  | Ian Boswell         | Sky                    |    | 1 min 22 s      |
| 10 | Julien Bérard       | AG2R La Mondiale       |    | 1 min 39 s      |

|    | Coureur             | Équipe                 |    | Temps           |
| -- | ------------------- | ---------------------- | -- | --------------- |
| 1  | Nicolas Roche       | Tinkoff-Saxo           | en | 9 h 39 min 07 s |
| 2  | Alejandro Valverde  | Movistar               | +  | 45 s            |
| 3  | Michael Rogers      | Tinkoff-Saxo           |    | 49 s            |
| 4  | Stéphane Rossetto   | BigMat-Auber 93        |    | 55 s            |
| 5  | Merhawi Kudus       | MTN-Qhubeka            |    | 55 s            |
| 6  | Kenny Elissonde     | FDJ.fr                 |    | 55 s            |
| 7  | Kanstantsin Siutsou | Sky                    |    | 55 s            |
| 8  | David Arroyo        | Caja Rural-Seguros RGA |    | 1 min 25 s      |
| 9  | Ian Boswell         | Sky                    |    | 1 min 32 s      |
| 10 | Julien Bérard       | AG2R La Mondiale       |    | 1 min 49 s      |

### 3eétape
|    | Coureur            | Équipe                |    | Temps           |
| -- | ------------------ | --------------------- | -- | --------------- |
| 1  | Adriano Malori     | Movistar              | en | 4 h 07 min 55 s |
| 2  | Benjamin Giraud    | La Pomme Marseille 13 | +  | 5 s             |
| 3  | Maxime Daniel      | AG2R La Mondiale      |    | 5 s             |
| 4  | Nacer Bouhanni     | FDJ.fr                |    | 5 s             |
| 5  | Clément Venturini  | Cofidis               |    | 5 s             |
| 6  | Tony Hurel         | Europcar              |    | 5 s             |
| 7  | Sébastien Hinault  | IAM                   |    | 5 s             |
| 8  | Christopher Sutton | Sky                   |    | 5 s             |
| 9  | Sylvain Chavanel   | IAM                   |    | 5 s             |
| 10 | Leonardo Duque     | Colombia              |    | 5 s             |

|    | Coureur             | Équipe                 |    | Temps            |
| -- | ------------------- | ---------------------- | -- | ---------------- |
| 1  | Nicolas Roche       | Tinkoff-Saxo           | en | 13 h 47 min 07 s |
| 2  | Alejandro Valverde  | Movistar               | +  | 45 s             |
| 3  | Michael Rogers      | Tinkoff-Saxo           |    | 49 s             |
| 4  | Kanstantsin Siutsou | Sky                    |    | 53 s             |
| 5  | Merhawi Kudus       | MTN-Qhubeka            |    | 55 s             |
| 6  | Stéphane Rossetto   | BigMat-Auber 93        |    | 55 s             |
| 7  | Kenny Elissonde     | FDJ.fr                 |    | 55 s             |
| 8  | David Arroyo        | Caja Rural-Seguros RGA |    | 1 min 25 s       |
| 9  | Ian Boswell         | Sky                    |    | 1 min 32 s       |
| 10 | Julien Bérard       | AG2R La Mondiale       |    | 1 min 49 s       |

## Classements finals

### Classement général
|    | Cycliste           | Pays        | Équipe                 |    | Temps            |
| -- | ------------------ | ----------- | ---------------------- | -- | ---------------- |
| 1  | Nicolas Roche      | Irlande     | Tinkoff-Saxo           | en | 13 h 47 min 07 s |
| 2  | Alejandro Valverde | Espagne     | Movistar               | +  | 45 s             |
| 3  | Michael Rogers     | Australie   | Tinkoff-Saxo           | +  | 49 s             |
| 4  | Kanstantin Siutsou | Biélorussie | Sky                    | +  | 53 s             |
| 5  | Merhawi Kudus      | Érythrée    | MTN Qhubeka            | +  | 55 s             |
| 6  | Stéphane Rossetto  | France      | Big Mat-Auber 93       |    | mt               |
| 7  | Kenny Elissonde    | France      | FDJ.fr                 |    | mt               |
| 8  | David Arroyo       | Espagne     | Caja Rural-Seguros RGA | +  | 1 min 25 s       |
| 9  | Ian Boswell        | États-Unis  | Sky                    | +  | 1 min 32 s       |
| 10 | Julien Bérard      | France      | AG2R La Mondiale       | +  | 1 min 49 s       |

### Classements annexes
|   | Cycliste | Équipe | Points |
| - | -------- | ------ | ------ |
| 1 | '        |        |        |
| 2 |          |        |        |
| 3 |          |        |        |

|   | Cycliste | Équipe | Points |
| - | -------- | ------ | ------ |
| 1 | '        |        |        |
| 2 |          |        |        |
| 3 |          |        |        |

|   | Cycliste | Équipe |    | Temps |
| - | -------- | ------ | -- | ----- |
| 1 | '        |        | en |       |
| 2 |          |        | +  |       |
| 3 |          |        |    |       |

|   | Équipe | Pays |    | Temps |
| - | ------ | ---- | -- | ----- |
| 1 |        |      | en |       |
| 2 |        |      | +  |       |
| 3 |        |      |    |       |

| Étape              | Vainqueur          | Classement général | Classement par points | Classement de la montagne | Classement des sprints | Classement du meilleur jeune |
| ------------------ | ------------------ | ------------------ | --------------------- | ------------------------- | ---------------------- | ---------------------------- |
| 1                  | Jesús Herrada      | Jesús Herrada      | Jesús Herrada         | Kanstantsin Siutsou       | Axel Domont            | Jesús Herrada                |
| 2                  | Nicolas Roche      | Nicolas Roche      | Nicolas Roche         | Alexis Vuillermoz         | Axel Domont            | Merhawi Kudus                |
| 3                  | Adriano Malori     | Nicolas Roche      | Nicolas Roche         | Alexis Vuillermoz         | Axel Domont            | Merhawi Kudus                |
| Classements finals | Classements finals | Nicolas Roche      | Nicolas Roche         | Alexis Vuillermoz         | Axel Domont            | Merhawi Kudus                |